# إلروي سميث
إلروي ألكسندر سميث (بالإنجليزية: Elroy Alexander Smith)‏ (مواليد 30 نوفمبر 1981 في بليز) لاعب كرة قدم بليزي دولي يجيد اللعب في خط الدفاع . يلعب حاليا لصالح نادي ديبورتيفو سافيو الهندوراسي منذ 2007 .

## روابط خارجية
- إلروي سميث على موقع الاتحاد الدولي (مؤرشف)  (الإنجليزية)
- إلروي سميث على موقع قاعدة بيانات كرة القدم.إي يو (الإنجليزية)
- إلروي سميث على موقع ناشيونال فوتبول تيمز (الإنجليزية)
- إلروي سميث على موقع Soccerway.com (الإنجليزية)